# 칼리지 포 크리에이티브 스터디스

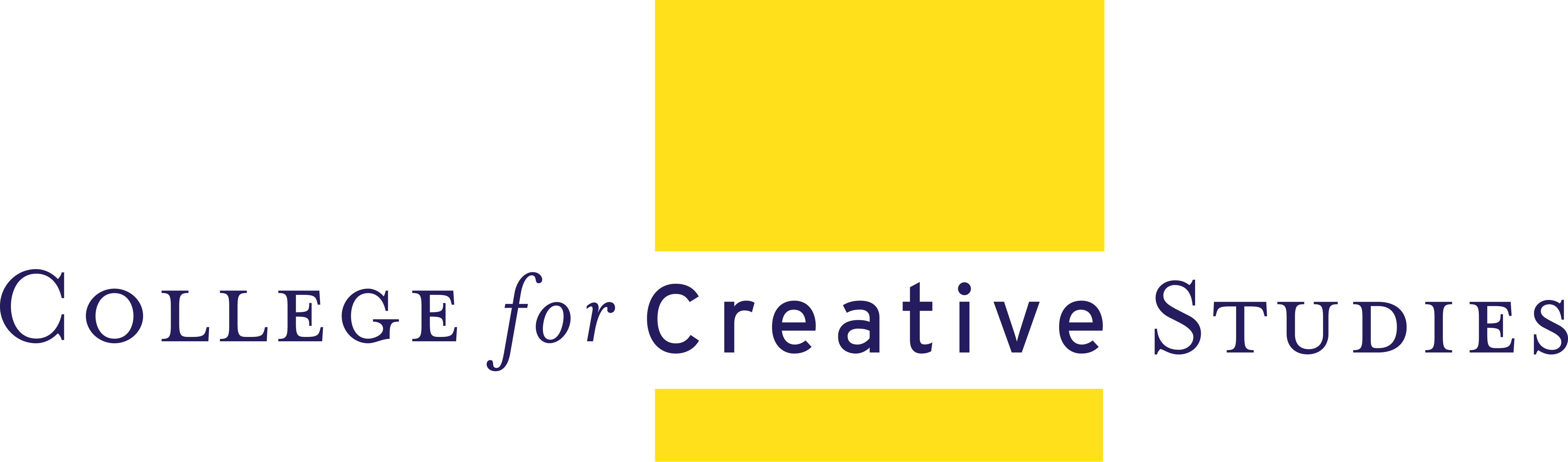

칼리지 포 크리에이티브 스터디스(College for Creative Studies, CCS)는 미국 미시간주 디트로이트의 사립 미술 학교이다. 등록된 학생 수는 1,400명 이상이며 예술 교육에 초점을 두고 있다. 특히 자동차 디자인 학과가 강세를 띄고 있어 아트센터, RCA와 함께 세계 3대 자동차 디자인 스쿨로 불린다.

## 특징
과거 미국의 자동차 산업을 주름잡았던 디트로이트 소재의 학교인 만큼, 미국 자동차 브랜드 BIG3인 Ford, GM, Chrysler의 본사가 위치해 있어 이들과 긴밀한 협력 관계가 형성되어 있으며, 이들 중 포드는 매년 엄청난 규모의 금액을 후원하고 있다. 학생들은 다수가 미시간주 출신 미국인들이며 나머지는 10여개국 정도에서 온 유학생들이다. 캠퍼스는 본캠인 포드 캠퍼스와 자동차로 5분 정도 거리에 위치한 Taubman Center로 나뉜다.

## 장학제도
CCS의 가장 큰 장점은 바로 장학금 제도이다. 엄청난 액수의 장학금을 학생들에게 지급해주어 학생들을 유치하고 있는데, 학생들은 매년 평균 28,000$ 수준의 장학금을 받고 입학하며, 유학생들에게 지급되는 장학금 최대치는 학비의 50%가량이다. (24년 기준 한 학기 등록금은 약 25,000$이다.) 그러나 제출한 포트폴리오가 우수하다면 이 상한선을 넘어서 주는 경우도 있으며 일례로 2022년 가을 학기 지원생들에게는 추가 장학금이 20,000$가량 지급되고 장학금 협상을 통해 70%가 넘는 장학금을 받은 적도 있다.

## 학부
- Advertising Design

- Animation

- Art Education

- Communication Design
- Concept Design

- Entertainment Arts
- Fashion Design/ Fashion Accessories Design
- Film
- Game Design
- Illustration
- Interdisciplinary Art + Design
- Interior Design
- Photography
- Product Design
- Studio Art & Craft
- Transportation Design* (자동차 디자인)

## 대학원
- Art Education
- Color & Materials Design (CMF 디자인)
- Design for Sustainability
- Interdisciplinary Design Studies
- Transportation Design
- User Experience Design